# Three Crosses
Three Crosses är en by och community i Swansea i Wales. Byn är belägen 63,5 km från Cardiff. Orten har 1 502 invånare (2016).
Communityn bildades den 3 maj 2012 genom en överföring från Llanrhidian Higher community.